# Hollywood Hills (Lied)
Hollywood Hills ist ein Pop-Rock-Song der finnischen Band Sunrise Avenue. Musik und Text des Liedes stammen von Samu Haber, produziert wurde es von Jukka Immonen. Das Stück war die erste Singleauskopplung aus dem dritten Studioalbum der Band, Out of Style.

## Veröffentlichung
Die Erstveröffentlichung fand am 17. Januar 2011 in Finnland statt, in den deutschsprachigen Ländern wurde die Single am 21. Januar 2011 veröffentlicht. Die Maxi-Single zu Hollywood Hills enthält als B-Seite What I Like About You, das nicht auf dem Album zu finden ist. Das Cover der Single zeigt vier aufeinanderschlagende Fäuste, im Hintergrund ist eine verschwommene Stadt zu sehen.

## Text
Im Lied verabschiedet sich das Lyrische Ich von der Region Los Angeles und lässt das Villenviertel Hollywood Hills für das Lebensgefühl und seine Liebe zur Stadt stehen. Zu Beginn wird das Viertel lyrisch als Ende des Regenbogens bezeichnet, wo niemand traurig sein kann. Der Protagonist muss jedoch zurück in seine Heimat jenseits des Ozeans. Er wird die Hollywood Hills vermissen, wenn er weiterzieht, aber wiederkommen, um erneut durch ihre Straßen zu gehen.
In den folgenden Strophen lässt er seine schönen Erlebnisse dort Revue passieren. Zuletzt drückt der Protagonist seine Hoffnung aus, eines Tages zurückzukehren, aber auch seine Befürchtung, dass in der Ferne die Liebe zu den Hollywood Hills nachlässt.

## Musikvideo
Im Video wird der Songtext zum Teil nachgespielt: die Gruppe besingt den Abschied von Los Angeles. Es wird angedeutet, dass sie anschließend mit einem Flugzeug nach Europa fliegt. In einer alternativen und kürzeren Version, die häufig von VIVA ausgestrahlt wird, reisen sie per Anhalter. Die offizielle Version des Videos wurde im Flughafen Tempelhof in Berlin gedreht. Regisseur des Videos war Pekka Hara.

## Mitwirkende
| Liedproduktion - Jukka Backlund: Aufnahme, Musik, Programmierung - Svante Försbäck: Mastering - Samu Haber: Gitarre, Gesang, Musik, Text - Jukka Immonen: Produktion - Sami Osala: Schlagzeug - Riku Rajamaa: Begleitgesang, Lead-Gitarre - Raul Ruutu: Begleitgesang, E-Bass - Jesse Vainio: Aufnahme, Mischung - Jetro Vainio: Aufnahme | Visualisierung - Kalle Pyyhtinien: Artwork |

## Kommerzieller Erfolg

### Chartplatzierungen
Hollywood Hills erreichte in Deutschland Rang drei der Singlecharts und hielt sich zwölf Wochen in den Top 10 sowie 56 Wochen in den Charts. Das Lied zählt in Deutschland zu den erfolgreichsten Dauerbrennern in den Singlecharts. Die Single avancierte zum siebten Charthit der Band in Deutschland sowie nach Fairytale Gone Bad zum zweiten Top-10-Erfolg. 2011 belegte Hollywood Hills Rang elf der Single-Jahrescharts sowie die Chartspitze der Airplay-Jahrescharts, was es zum meistgespielten Radiohit des Jahres macht. In Finnland erreichte die Band ebenfalls zum siebten Mal die Singlecharts sowie nach Romeo und Fairytale Gone Bad zum dritten Mal die Top 10.
| ChartsChartplatzierungen | Höchstplatzierung | Wochen |
| ------------------------ | ----------------- | ------ |
| Deutschland (GfK)        | 3 (56 Wo.)        | 56     |
| Finnland (IFPI)          | 2 (10 Wo.)        | 10     |
| Österreich (Ö3)          | 3 (36 Wo.)        | 36     |
| Schweiz (IFPI)           | 3 (51 Wo.)        | 51     |

| ChartsJahrescharts (2011) | Platzierung |
| ------------------------- | ----------- |
| Deutschland (GfK)         | 11          |
| Österreich (Ö3)           | 18          |
| Schweiz (IFPI)            | 21          |

### Auszeichnungen für Musikverkäufe
| Land/Region        | Auszeichnungen für Musikverkäufe (Land/Region, Auszeichnung, Verkäufe) | Verkäufe |
| ------------------ | ---------------------------------------------------------------------- | -------- |
| Deutschland (BVMI) | 3× Gold                                                                | 450.000  |
| Österreich (IFPI)  | Platin                                                                 | 30.000   |
| Schweden (IFPI)    | 2× Platin                                                              | 80.000   |
| Schweiz (IFPI)     | Platin                                                                 | 30.000   |
| Insgesamt          | 1× Gold · 5× Platin ·                                                  | 590.000  |